# Gout Gout
Gout Gout (* 29. Dezember 2007 in Ipswich, Queensland) ist ein australischer Leichtathlet, der sich auf den Sprint spezialisiert hat. Seit Dezember 2024 ist er Inhaber des Ozeanienrekordes im 200-Meter-Lauf.

## Sportliche Laufbahn
Erste internationale Erfahrungen sammelte Gout Gout im Jahr 2024, als er bei den U18-Ozeanienmeisterschaften in Suva in 21,29 s die Goldmedaille im 200-Meter-Lauf gewann und mit der australischen 4-mal-100-Meter-Staffel in 41,34 s ebenfalls die Goldmedaille gewann. Anschließend gewann er bei den U20-Weltmeisterschaften in Lima in 20,60 s die Silbermedaille über 200 Meter und belegte mit der Staffel in 39,64 s den fünften Platz. Im Dezember 2024 lief er bei einem Schulwettkampf die 200 Meter in 20,04 s und verbesserte damit den ältesten bestehenden australischen Landesrekord von Peter Norman aus dem Jahr 1968. In der U18-Altersklasse war zudem bisher nur der US-Amerikaner Erriyon Knighton schneller. Im April 2025 lief Gout bei den Australischen Juniorenmeisterschaften gleich zweimal windunterstützte 9,99 s und setzte damit ein weiteres Ausrufezeichen.

## Persönliche Bestzeiten
- 100 Meter: 10,17 s (+0,9 m/s), 6. Dezember 2024 in Brisbane
- 200 Meter: 20,02 s (+0,0 m/s), 24. Juni 2025 in Ostrava (Ozeanienrekord)[3]